# Internalisering

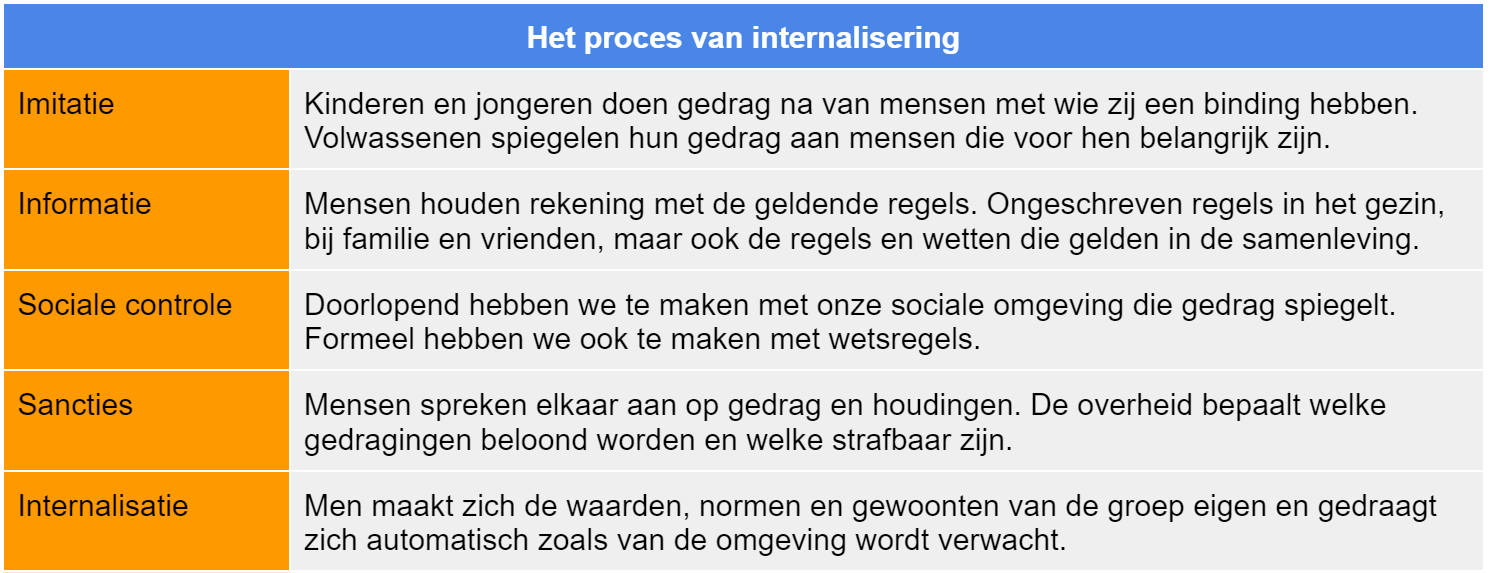
Het proces van socialisatie leidt tot internalisatie

Internalisering is het iets eigen maken of onderdeel maken van het innerlijke. Het heeft een specifiekere betekenis in verschillende vakgebieden.

## Sociologie
In de sociologie is internalisering het proces waarbij mensen zich door socialisatie bepaalde sociale regels eigen maken, zodat deze regels na verloop van tijd niet langer worden beschouwd als van buitenaf opgelegde voorschriften, maar als richtlijnen die men zelf heeft gekozen.
Binnen de sociologie beantwoordt internalisering de vraag waarom mensen zich aan de verwachtingen en regels, behorende bij sociale rollen conformeren.

## Economie
In de economie spreekt men van het 'internaliseren van externaliteiten'. Externaliteiten zijn positieve of negatieve economische effecten van bepaalde handelingen:
- door iemand geld te geven (belonen, doneren) die maatschappelijk nuttige (vak)kennis aanvankelijk gratis deelt in sociale media;
- door iemand te doen betalen als hij bijvoorbeeld door  milieuverontreiniging schade berokkent.